# Savvatij (Zagrebelnyj)
Savvatij (světským jménem: Sergej Nikolajevič Zagrebelnyj; * 5. srpna 1967, Sosnovskoje) je ruský duchovní Ruské pravoslavné církve a biskup biškecký a kyrgyzstánský.

## Život
Narodil se 5. srpna 1967 ve vesnici Sosnovskoje Omské oblasti.
Po střední škole nastoupil na Omskou vyšší armádní školu. Roku 1988 dokončil studium s hodností lajtnanta a byl přiřazen do Pečengského vojenského komisariátu.
Roku 1990 dokončil kurzy Generálního štábu. V září stejného roku se oženil a roku 1992 se mu narodila dcera Anastasie.
Roku 1993 byl převelen do sídla Čistoozjornoje Novosibirské oblasti. Zde se stal zástupcem vojenského komisaře.
Od roku 1994 sloužil v chrámu vesnice Pokrovka.
Roku 1995 byl převelen do Tarského komisariátu Omské oblasti.
Dne 4. listopadu 1995 byl rukopoložen na diákona a 5. listopadu na jereje.
Dne 1. července 1996 byl uvolněn do zálohy.
Stal se blagočinným Usť-Išimského okruhu omské eparchie a představeným chrámu svatého Mikuláše vesnice Usť-Išim.
Roku 1999 se rozvedl a odešel do vesnice Vjatka, aby zde založil mnišskou komunitu.
Dne 31. prosince 2002 byl postřižen na monacha s mnišským jménem Savvatij na počest svatého Savvatija Soloveckého.
Dne 25. března 2005 byl jmenován představeným Nikolského monastýru ve vesnici Bolšekulače.
Roku 2006 dokončil Tobolský duchovní seminář.
Na Velikonoce roku 2007 byl povýšen na igumena.
Dne 20. dubna 2012 mu bylo uděleno právo nosit epigonation.
Dne 6. června 2012 jej Svatý synod zvolil biskupem tarským a ťukalinským. Dne 17. června byl povýšen na archimandritu a 6. července byl oficiálně jmenován biskupem. Biskupská chirotonie proběhla 21. července v chrámu Zjevení Páně v Moskvě. Hlavním světitelem byl patriarcha moskevský a celé Rusi Kirill.
Roku 2020 dokončil Uralskou pedagogickou univerzitu.
Dne 13. dubna 2021 byl ustanoven předsedou Synodního oddělení pro vztahy s ozbrojenými silami a orgány činnými v trestním řízení. Stejného dne byl jmenován biskupem bronnickým a vikářem patriarchy moskevského a celé Rusi. Dne 15. dubna 2021 se stal představeným chrámu Nanebevstoupení Páně za Serpuchovskými vraty.
Dne 27. května 2022 byl jmenován biskupem biškeckým a kyrgyzstánským.